# Liers in Wait
Liers in Wait var ett svenskt death metalband, aktivt mellan 1990 och 1995.

## Biografi
Gruppen bildades av Kristian Wåhlin efter att dennes andra band, Grotesque, hade splittrats 1990. Inledningsvis hade Liers in Wait samma medlemmar som At the Gates, det vill säga Tomas Lindberg, Anders Björler och Alf Svensson. Inför gruppens debut-EP Spiritually Uncontrolled Art hade sättningen emellertid ändrats till Kristian Wåhlin (gitarr), Johan Österberg (gitarr), Mattias Gustavsson (bas) och Hans Nilsson (trummor). Christofer Johnsson från Therion lånade ut sin röst till inspelningarna.
Bandet genomförde spelningar i Polen och spelade in en Slayer-cover till ett samlingsalbum, men som en följd av en alltför omfattande medlemsrotation splittrades bandet 1995.
Wåhlin, Österberg och Nilsson bildade därefter bandet Diabolique.

## Medlemmar
Senast kända medlemmar
- Kristian Wåhlin (aka Necrolord) – gitarr (1990–1995)
- Johan Österberg – gitarr, sång (1992–1995)

Tidigare medlemmar
- Anders Björler – gitarr (1990)
- Mattias Lindeblad – basgitarr (1990–1991)
- Hans Nilsson  – trummor (1990–1993)
- Jörgen Johansson – gitarr (1990–1991)
- Alf Svensson – gitarr (1990)
- Tomas Lindberg – sång (1990)
- Mattias Gustavsson – basgitarr (1991–1994)
- Moses Jonathan	 – gitarr (1992–1993)
- Christofer Johnsson – sång (1992)
- Mats – trummor (1993–1994)
- Daniel Erlandsson – trummor (1994)

## Diskografi
EP
- 1992 – Spiritually Uncontrolled Art